# Strockbergstjärnarna
Strockbergstjärnarna är varandra näraliggande sjöar i Strömsunds kommun i Jämtland och ingår i Ångermanälvens huvudavrinningsområde
- Strockbergstjärnarna (Ströms socken, Jämtland, 713797-145457), sjö i Strömsunds kommun, 64°20′43″N 14°52′12″Ö / 64.3454°N 14.8701°Ö (7,41 ha)
- Strockbergstjärnarna (Ströms socken, Jämtland, 713824-145520), sjö i Strömsunds kommun, 64°20′49″N 14°52′40″Ö / 64.347°N 14.8779°Ö